# Anguillosyllis
Anguillosyllis is een geslacht van borstelwormen uit de familie van de Syllidae.

## Soorten
- Anguillosyllis aciculata Maciolek, 2020
- Anguillosyllis acsara Maciolek, 2020
- Anguillosyllis andeepia Maciolek, 2020
- Anguillosyllis blakei Maciolek, 2020
- Anguillosyllis bruneiensis Maciolek, 2020
- Anguillosyllis capensis Day, 1963
- Anguillosyllis carolina Maciolek, 2020
- Anguillosyllis denaria Maciolek, 2020
- Anguillosyllis elegantissima Maciolek, 2020
- Anguillosyllis enneapoda Maciolek, 2020
- Anguillosyllis hadra Maciolek, 2020
- Anguillosyllis hampsoni Maciolek, 2020
- Anguillosyllis hessleri Maciolek, 2020
- Anguillosyllis inornata Maciolek, 2020
- Anguillosyllis lanai Barroso, Paiva, Nogueira & Fukuda, 2017
- Anguillosyllis palpata (Hartman, 1967)
- Anguillosyllis pupa (Hartman, 1965)
- Anguillosyllis sepula Maciolek, 2020
- Anguillosyllis taleola Maciolek, 2020
- Anguillosyllis truebloodi Maciolek, 2020